# Corea del Sud ai Giochi della XXXI Olimpiade
La Corea del Sud ha partecipato ai Giochi della XXXI Olimpiade, che si sono svolti a Rio de Janeiro, Brasile, dal 5 al 21 agosto 2016, con una delegazione di 207 atleti impegnati in 26 discipline. Portabandiera alla cerimonia di apertura è stato lo schermidore Gu Bon-Gil, alla sua seconda Olimpiade.
La rappresentativa sudcoreana ha conquistato in tutto 21 medaglie: 9 d'oro, 3 d'argento e 9 di bronzo, che sono valse l'ottavo posto nel medagliere complessivo. La Corea del Sud ha dominato le gare di tiro con l'arco, vincendo tutti e quattro i titoli in palio.

## Medaglie

### Medaglie d'oro
| Medaglia | Nome                                  | Sport           | Evento                     |
| -------- | ------------------------------------- | --------------- | -------------------------- |
| Oro      | Kim Woo-jin Ku Bon-chan Lee Seung-yun | Tiro con l'arco | Squadre maschile           |
| Oro      | Chang Hye-jin Choi Mi-sun Ki Bo-bae   | Tiro con l'arco | Squadre femminile          |
| Oro      | Park Sang-young                       | Scherma         | Spada individuale maschile |
| Oro      | Jin Jong-oh                           | Tiro            | Pistola 50 metri maschile  |
| Oro      | Chang Hye-jin                         | Tiro con l'arco | Individuale femminile      |
| Oro      | Ku Bon-chan                           | Tiro con l'arco | Individuale maschile       |
| Oro      | Kim So-hui                            | Taekwondo       | 49 kg femminile            |
| Oro      | Oh Hye-ri                             | Taekwondo       | 67 kg femminile            |
| Oro      | Park Inbee                            | Golf            | Individuale femminile      |

### Medaglie d'argento
| Medaglia | Nome            | Sport | Evento                             |
| -------- | --------------- | ----- | ---------------------------------- |
| Argento  | Jeong Bo-kyeong | Judo  | 48 kg femminile                    |
| Argento  | An Ba-ul        | Judo  | 66 kg maschile                     |
| Argento  | Kim Jong-hyun   | Tiro  | Carabina 50 metri a terra maschile |

### Medaglie di bronzo
| Medaglia | Nome                           | Sport             | Evento                        |
| -------- | ------------------------------ | ----------------- | ----------------------------- |
| Bronzo   | Yoon Jin-hee                   | Sollevamento pesi | 53 kg femminile               |
| Bronzo   | Gwak Dong-han                  | Judo              | 90 kg maschile                |
| Bronzo   | Kim Jung-hwan                  | Scherma           | Sciabola individuale maschile |
| Bronzo   | Ki Bo-bae                      | Tiro con l'arco   | Individuale femminile         |
| Bronzo   | Kim Hyeon-woo                  | Lotta             | Greco-romana - 75 kg          |
| Bronzo   | Kim Tae-hun                    | Taekwondo         | 58 kg maschile                |
| Bronzo   | Lee Dae-hoon                   | Taekwondo         | 68 kg maschile                |
| Bronzo   | Jung Kyung-eun Shin Seung-chan | Badminton         | Doppio femminile              |
| Bronzo   | Cha Dong-min                   | Taekwondo         | +80 kg maschile               |

## Risultati

### Nuoto
| Atleta      | Evento         | Batterie | Batterie   | Semifinali | Semifinali | Finale          | Finale          |
| Atleta      | Evento         | Tempo    | Classifica | Tempo      | Classifica | Tempo           | Classifica      |
| ----------- | -------------- | -------- | ---------- | ---------- | ---------- | --------------- | --------------- |
| An Se-hyeon | 100 m farfalla | 57"80    | 10ª        | 57"95      | 9ª         | non qualificata | non qualificata |

| Atleta        | Evento       | Batterie | Batterie   | Semifinali | Semifinali | Finale          | Finale          |
| Atleta        | Evento       | Tempo    | Classifica | Tempo      | Classifica | Tempo           | Classifica      |
| ------------- | ------------ | -------- | ---------- | ---------- | ---------- | --------------- | --------------- |
| Park Tae-hwan | 400 m libero | 3:45"63  | 10ª        | N.D.       | N.D.       | non qualificato | non qualificato |